# Kim Boutin
Kim Boutin (ur. 16 grudnia 1994) – kanadyjska łyżwiarka szybka, specjalizująca się w short tracku. Trzykrotna medalistka olimpijska z Pjongczangu.
Zawody w 2018 były jej pierwszymi igrzyskami olimpijskimi. Zdobyła srebrny medal na dystansie 1000 metrów, była trzecia na 500 i 1500 metrów. W 2018 zdobyła dwa brązowe medale mistrzostw świata - na dystansie 1500 metrów oraz w biegu sztafetowym.